# Burg Weiler (Rainau)
Die Burg Weiler ist eine abgegangene Niederungsburg in Weiler, einem Ortsteil von Dalkingen in der Gemeinde Rainau im Ostalbkreis in Baden-Württemberg.

## Geschichte
Der auch Burstel (Burghügel) genannte Burgplatz am Südostende des Ortes besaß einen Ringgraben, der teilweise durch einen weiteren Vorgraben geschützt war.
Viel ist über die Burg nicht bekannt. Man nimmt an, dass sie der Stammsitz der Herren von Weiler war, welche ab der ersten Hälfte des 13. Jahrhunderts bekannt sind. Ihr Wappen wird als „ein zweimal von Rot über Silber über Blau geteilter Schild“ beschrieben, was auf das heutige Wappen des Ortes Dalkingen zutrifft.
1414 wird noch ein Rudolf von Weiler genannt. Mit Hans dem Älteren von Ahelfingen (um 1478) taucht Ende des 15. Jahrhunderts eine neue Herrschaft auf und stirbt mit Wolf von Ahelfingen 1545 auch schon wieder aus. Die Grafenbrüder Sebastian und Ulrich von Helfenstein verkaufen urkundlich am 11. Januar 1557 Ortsbesitz und den als Burgstall (kleine Burg) genannten Adelsbesitz an die Reiche-Almosenpflege zu Dinkelsbühl.

Wappen derer von Weiler nach dem Neuen Siebmacher (1911)
Wappen des Ortes Dalkingen